# 천마중학교
천마중학교(天摩中學校)는 대한민국 경기도 남양주시 화도읍 묵현리에 있는 공립 중학교이다.

## 학교 연혁
- 2014년 12월 31일 : 학교 설립인가(24학급)
- 2015년 3월 1일 : 초대 이난주 교장 취임
- 2015년 3월 1일 : 1학년 4학급(131명), 2학년 2학급(52명), 3학년 1학급(17명) 특수학급 1학급(4명)
- 2015년 3월 2일 : 1학년 132명 입학
- 2016년 2월 5일 : 3학년 35명 제1회 졸업
- 2023년 2월 9일 : 3학년 215명 제8회 졸업
- 2023년 3월 1일 : 제3대 김오찬 교장 취임
- 2023년 3월 2일 : 1학년 5학급 155명 입학

## 참고 자료
- 천마중학교 - 한국교육학술정보원 학교알리미